# 1407 Lindelöf
1407 Lindelöf eller 1936 WC är en asteroid upptäckt 23 november 1936 av den finske astronomen Yrjö Väisälä vid Storheikkilä observatorium. Asteroiden har fått sitt namn efter den finländske matematikern Ernst Lindelöf.